# Уфхузен
Уфхузен (нем. Ufhusen) — коммуна в Швейцарии, в кантоне Люцерн. 
Входит в состав округа Виллизау. Население составляет 829 человек (на 31 декабря 2006 года). Официальный код — 1145.

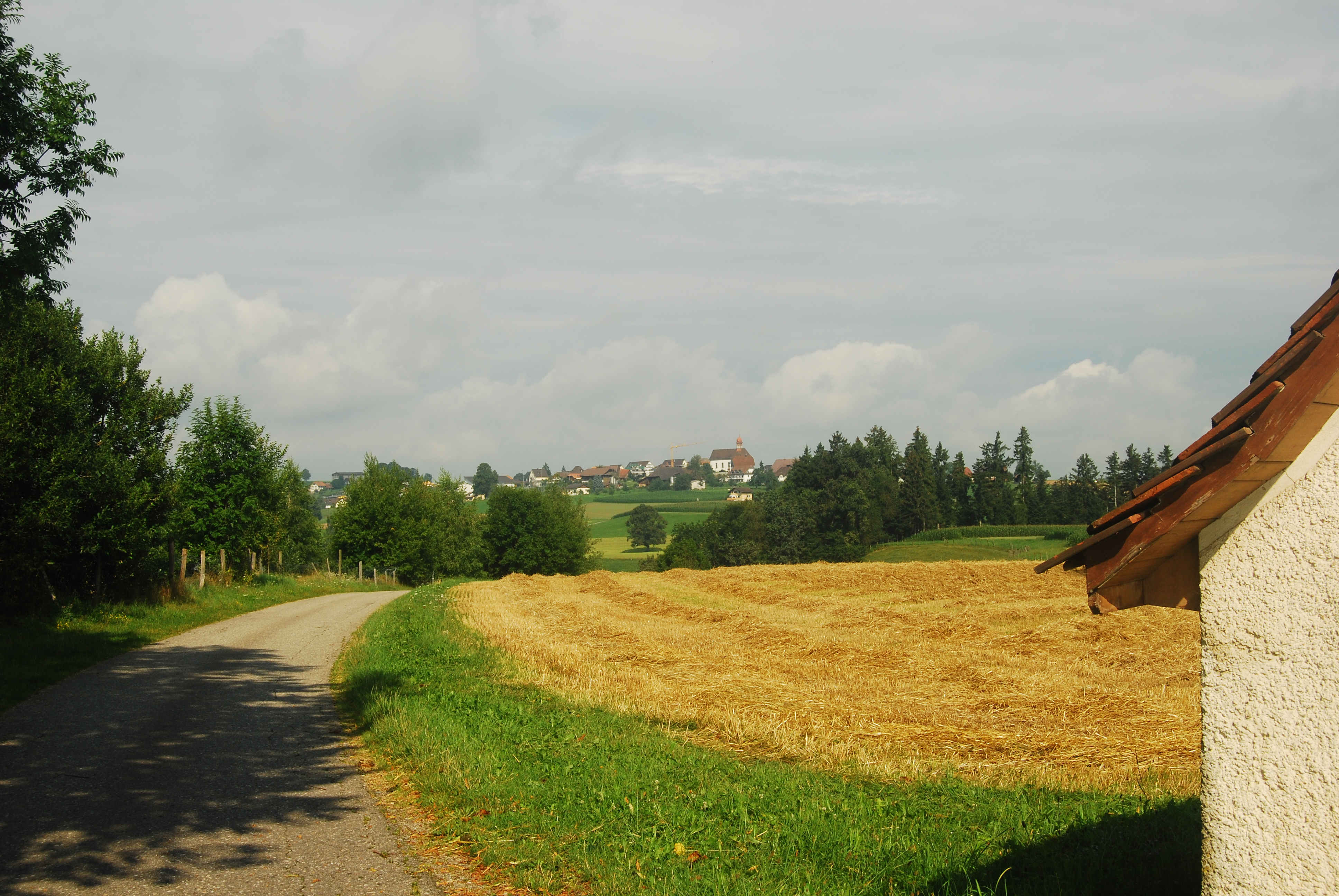
Уфхузен